# Ут (приток Бисерти)
Ут (в верховье — Верхний Бисертский Ут) — река в России на Среднем Урале, протекает по Свердловской области. Устье реки находится в 28 км по правому берегу реки Бисерть. Длина реки составляет 67 км.

## Притоки
- 13 км: Каршинка
- 29 км: Сарга
- 47 км: Атиш

## Данные водного реестра
По данным государственного водного реестра России относится к Камскому бассейновому округу, водохозяйственный участок реки — Уфа от Нязепетровского гидроузла до Павловского гидроузла, без реки Ай, речной подбассейн реки — Белая. Речной бассейн реки — Кама.
Код объекта в государственном водном реестре — 10010201112111100021282.

## Населённые пункты на реке Ут
- Корзуновка
- Русский Потам
- Артемейкова
- Марийские Карши
- Ялым